# Carlos López Riaño
Carlos López Riaño (Tuimil, Bóveda (Lugo), 6 de noviembre de 1940-Madrid, 15 de abril de 2022) fue un jurista y político español.

## Trayectoria política
Licenciado en Derecho, ingresó en el Partido Socialista Obrero Español (PSOE) en 1966. Fue un histórico dirigente de la corriente crítica del partido, Izquierda Socialista, hasta que la abandonó por discrepancias internas en 1987. Se opuso a la entrada de España en la OTAN, por lo que fue reprobado por el Comité Federal del PSOE. 
Fue elegido diputado por la circunscripción de Madrid durante cuatro legislaturas consecutivas, desde 1982 hasta 1996.
En 1994, sustituyó a Baltasar Garzón como Delegado del Gobierno para el Plan Nacional sobre Drogas y durante su mandato propuso abrir un debate sobre la despenalización del cannabis.